# Gruppo di famiglia in un interno
Gruppo di famiglia in un interno (en España, Confidencias (Retrato de familia en interior); en Argentina, Grupo de familia) es una película de 1974 dirigida por Luchino Visconti, y con actuación de Burt Lancaster, Helmut Berger y Silvana Mangano.
La película está inspirada en el libro de 1971 Scene di conversazione, de Mario Praz.

## Trama
Un profesor estadounidense de sesenta años decide retirarse a vivir entre sus libros y sus pinturas en un antiguo palacio de Roma, heredado de su madre italiana. Un día, su paz es perturbada por la insistencia de la marquesa Bianca Brumonti, que se las arregla para conseguir el que el profesor le deje en alquiler el apartamento de arriba, y así cedérselo a su joven amante y mantenido, Konrad. Entre la marquesa, su hija Lietta, el compañero de esta, Stefano, y Konrad forman un singular grupo de familia en el que el maduro caballero se ve obligado a entrar, para luego darse cuenta de que esa intrusión ha supuesto para él un retorno a la vida y a las relaciones humanas.
El trágico suicidio de Konrad alejará a la tormentosa familia y devolverá al orden inicial la vida del profesor, pero lo dejará más consciente de la muerte que se acerca.

## Producción
El personaje del profesor, interpretado por Burt Lancaster, está inspirado en la figura de Mario Praz.
El papel de la marquesa Bianca Brumonti había sido propuesto por el director a Audrey Hepburn, que se negó, diciendo que no quería ligar su nombre a un papel tan turbio e inmoral.
La banda sonora contiene Desiderare y Momenti si, momenti no  de Caterina Caselli y Testarda io de Iva Zanicchi.
La producción de la película es sujeto del documental Retrato de guionista en un interior (2013), dirigida por Rocco Talucci, en el que el guionista de la película Enrico Medioli cuenta a Claudia Cardinale y Piero Tosi, la inspiración, la historia y algunas anécdotas sobre Retrato de familia en interior.

## Premios
- 1975 - David di Donatello
  - Mejor película a Luchino Visconti
  - Mejor actor extranjero en Burt Lancaster
- 1975 - Cinta de plata
  - El Director de la mejor película a Luchino Visconti
  - La mejor producción para Rusconi Film
  - Mejor actriz principiante a Claudia Marsani
  - La mejor fotografía para Pasqualino De Santis
  - Mejor diseño de producción en Mario Garbuglia
  - Candidatura al Mejor tema a Enrico Medioli
  - Candidatura al Mejor guion a Suso Cecchi D'amico, Enrico Medioli y Luchino Visconti
  - Candidatura a la Mejor actriz protagonista a Silvana Mangano
  - Candidatura a la Mejor música a Franco Mannino
- 1975 - Seminci
  - Espiga de oro a Luchino Visconti
- 1978 - Premios de la Academia Japonesa
  - Mejor película extranjera (Italia)

- Datos: Q1520302
- Multimedia: Gruppo di famiglia in un interno / Q1520302